# Mydełko Fa (album)
Mydełko Fa (Cycolina) – album Marka Kondrata i Marleny Drozdowskiej z 1991 roku zawierający piosenki będące pastiszami polskiej muzyki chodnikowej.
Pierwotnie został wydany przez firmę fonograficzną Alkom na kasecie magnetofonowej oraz płycie CD. Późniejsze wydania nie zawierają niektórych piosenek. Najsłynniejszym utworem pochodzącym z tego albumu jest tytułowe Mydełko Fa.

## Lista utworów
1. Mydełko Fa (Cycolina) – 4:20
2. Szukam sponsora – 3:40
3. Kasyno MiO – 3:15
4. Polka tyrolka – 3:10
5. Soczek – 3:15
6. Chcę rzeźbić Twoje ciało – 3:55
7. W salonie marzeń – 4:44
8. Przyjacielskie miłe party – 4:00
9. Wiwat Misio – 3:53
10. Ewko, Ewko – 4:00
11. Dolary, Dolary – 3:50
12. Co zrobić z białymi nocami – 2:30
13. Bogaty obcy – 3:50
14. Ruskich nie ma – 5:30

Źródło.

## Twórcy
- Marek Kondrat – śpiew
- Marlena Drozdowska – śpiew
- Andrzej Korzyński – muzyka, słowa
- autorem tekstu Dolary, Dolary jest Marek Koterski
- autorem muzyki Mydełko Fa (Cycolina) jest Mikołaj Korzyński